# Graue Fruchttaube
Die Graue Fruchttaube (Ducula pistrinaria), auch Nelkenfruchttaube genannt, ist eine große Art der Taubenvögel, die zu den Fruchttauben zählt. Sie ist eine typische Inselart, die auf mehreren kleinen Inseln vor der Küste Neuguineas vorkommt.
Die Bestandssituation der Grauen Inselfruchttaube wird mit Least Concern (nicht gefährdet) angegeben.

## Erscheinungsbild
Die Graue Fruchttaube erreicht eine Körperlänge von bis zu 45 Zentimetern. Sie ist damit etwas größer als eine Ringeltaube, aber etwas kompakter und kräftiger gebaut. Auf den Schwanz entfallen 13,3 bis 15,2 Zentimeter. Es besteht kein auffälliger Geschlechtsdimorphismus.
Der Kopf hat einen auffällige flache Stirn. Kopf und Hals sind hell Blaugrau. Die Federn direkt an der Schnabelbasis sind cremefarben und deutlich abgesetzt von den blass schiefergrauem Gefieder der Stirn. Die Federn rund um die Augen sind wie an der Schnabelbasis cremefarben und bilden besonders über dem Auge einen breiten, brillenförmigen Ring.
Das Kinn und ist cremeweiß, die Kehle ist matt weinrosa, die Brust ist grau mit einem rosafarbenen Schimmer. Die Bauchseiten und Flanken sind hell silbrig grau, der mittlere Bauch ist leicht rotbräunlich, aber insgesamt heller als die Brust. Der Mantel, der Rücken, die Oberschwanz- und Flügeldecken sind schillernd bronzegrün mit einem silbrigen Grau. Die Schwanzfedern sind auf der Oberseite dunkel blauschwarz mit einem matten grünlichem Glanz auf den Außenfahnen. Die Unterschwanzdecken sind dunkelbraun. Der Schnabel ist graublau. Die Wachshaut ist rot. Die Iris ist rot bis dunkelbraun. Die Füße sind rot.
Die Iris ist rot, die Augenringe sind grau und die Füße und Beine sind purpurrot.
Jungvögel sind wie die adulten Tauben gefärbt, aber insgesamt matter und blasser. Auf den Körperoberseite sind die Brustfedern noch hellbräunlich gesäumt. Es fehlt die weinrosa Tönung an der Kehle und auf der Brust. Auf der Körperoberseite fehlt der Schimmer.

## Verwechslungsmöglichkeiten
Im Verbreitungsgebiet der Grauen Fruchttaube kommt auch die zur selben Gattung gehörende Rotwarzen-Fruchttaube vor. Mit der Grauen Fruchttaube können nur Jungvögel dieser Art verwechselt werden, weil bei ihnen die Wachshaut noch nicht rot umgefärbt ist. Insgesamt ist diese Art jedoch größer, hat eine glänzendere Körperoberseite und Unterschwanzdecken und Teile des Unterbauchs sind kastanienbraun.
Die Tongafruchttaube kommt gleichfalls im Verbreitungsgebiet der Grauen Fruchttaube vor. Sie hat eine auffällig vergrößerte schwarze Wachshaut. Die größte Verwechselungsgefahr besteht hier erneut mit den Jungvögeln dieser Art. Der Hinterhals ist bei dieser Art aber heller grau. Die weißen Augenringe sind nicht so auffällig.

## Verbreitungsgebiet und Lebensraum
Das Verbreitungsgebiet der Grauen Fruchttaube sind kleine Inseln vor der Küste Neuguineas, die kleineren der Salomon-Inseln, Inseln der Bismarcksee, die Admiralitätsinseln und Lihir-Inseln. Grundsätzlich ist sie auf kleinen Inseln häufig anzutreffen. Auf großen Inseln ist sie selten und ist dort gegebenenfalls in der Küstenregion anzutreffen. Sie fehlt dagegen im Landesinneren dieser Inseln.
Die Graue Fruchttaube ist ein Waldbewohner, die auf Primärwald, alten Sekundärwald, Mangroven und überwachsenen Kokosnussplantagen anzutreffen ist. Menschliche Siedlungen meidet sie in der Regel. Auch wenn sie sich überwiegend in direkter Küstennähe aufhält, kommt sie auf Neubritannien noch auf 250 Höhenmetern und auf Bougainville noch in 800 Höhenmetern vor.

## Lebensweise
Die Graue Fruchttaube kommt einzelgängerisch, paarweise oder kleinen Trupps vor. Gelegentlich kommt es jedoch auch zu Ansammlungen von mehreren hundert Tauben. Sie hält sich gewöhnlich im Wipfelbereich der Bäume auf. Sie kommt aber beispielsweise auf den Boden um zu trinken.
Sie ist eine fruchtfressende Art, die die Früchte direkt von den Zweigen großer fruchttragender Bäume pickt. Sie ist keine standorttreue Art und überquert auf der Suche nach neuen Nahrungsgründen auch das offene Meer. Einige der Tauben suchen kleinere Inseln vor der Küste auf, um dort zu übernachten. Ihr Flug ist schnell, kräftig und geradlinig.
Brütende Graue Fruchttauben wurden auf Bougainville von Juli bis September, auf Nissan im Juni und August sowie auf einer der Credner-Inseln im März beobachtet. Das Nest ist eine einfache Plattform, die am Ende eines horizontalen Astes errichtet wird. Dieser befindet sich zwischen 3,5 und 17 Meter über dem Erdboden. Das Gelege besteht aus einem einzelnen Ei, beide Elternvögel brüten.